# Havenlicht van Enkhuizen
Het Havenlicht van Enkhuizen, in de volksmond ook wel ‘t Vuurtje genoemd, werd in 1888 gebouwd ter vervanging van een houten constructie uit 1859. 
Het havenlicht is een constructie van staalconstructiebedrijf De Vries Robbé & Co. uit Gorinchem.
In 1932 verloor de toren zijn functie, samen met de lichtlijn waar de toren deel van uitmaakte, en werd het licht gedoofd. Op dit moment is de toren in gebruik als onofficieel havenlicht; hiertoe is een rood licht aan de zijkant van de toren bevestigd. In 2009 werd het monumentale havenlicht gerestaureerd. De toren is eigendom van de gemeente Enkhuizen heeft de status van rijksmonument.